# Distretto di Mollebaya
Il distretto di Mollebaya è un distretto del Perù nella provincia di Arequipa (regione di Arequipa) con 1.410 abitanti al censimento 2007 dei quali 426 urbani e 984 rurali.
È stato istituito il 27 maggio 1952.